# Sisa (impuesto)
Sisa es un tipo de tributo que se paga por razón de las cosas vendidas o mantenimientos que constan de peso y medida. 
Se deriva, según Sebastián de Covarrubias, del verbo hebreo sisah , que significa «quitar» o «sustraer», lo que conviene muy bien a este tributo, porque del abasto o género se separa lo mandado impuesto para su satisfacción. 
En la Monarquía Hispánica del Antiguo Régimen, las sisas, más que un impuesto por sí mismas, eran una de las formas de cobrarlos.
Para conseguir las cantidades comprometidas en un servicio votado por las Cortes era preciso crear nuevas contribuciones, habitualmente impuestos sobre el consumo. El término sisas es originario de Aragón, y se extendió a Castilla. En Aragón fueron los granos y la carne los productos sometidos al impuesto, mientras que en Castilla se procuraba que fueran productos de menor necesidad los recargados (los granos jamás fueron sisados). Por ejemplo, en 1626 se estableció una sisa del vino del 6,6 % , más un impuesto de una libra por bota de vino, medida antes de la sisa. Para los tejidos, en 1632 la sisa del medio dozavo de la vara de medir fue un impuesto de 4,34 %, del que se estimó que junto con otros impuestos menores podría dar hasta 600.000 ducados.

## Diferencia con la alcabala
Entienden nuestros autores por uno mismo este tributo y el de alcabala y las Leyes Reales no hacen distinción alguna entre estos dos nombres, pero la hay bastante respecto de haber sido su origen en diversos tiempos, pues la palabra alcabala tuvo su principio en el año de 1340 en las Cortes celebradas en la ciudad de Burgos, reinando Alfonso XI, bien posteriormente al tributo de la sisa cuya imposición se hizo al parecer por su abuelo Sancho IV llamado el Bravo. 
Ello se convence de que Juan de Mariana, hablando de los sucesos acaecidos después de la muerte de este rey, dice que la Reina Doña María mandó libertar al reino del tributo impuesto sobre los mantenimientos llamados sisa, contribución que había ocasionado gran sinsabor en todos y no menos desagrado contra su marido Don Sancho la cual se supone haber tenido principio en su tiempo y ser muy diferente una y otra, así por la razón dicha como también por no ser comprensiva más que a los comestibles cuando la alcabala era debida por razón de todo género de venta.